# يوم الدين
يوم الدين هو فيلم كوميدي مصري من إخراج أبو بكر شوفي. تم اختيار الفيلم للمنافسة على السعفة الذهبية في مهرجان كان السينمائي لعام 2018.

## طاقم التمثيل
- راضي جمال
- أحمد عبد الحافظ

## روابط خارجية
- يوم الدين على موقع IMDb (الإنجليزية)
- يوم الدين على موقع روتن توميتوز (الإنجليزية)
- يوم الدين على موقع ألو سيني (الفرنسية)
- يوم الدين على موقع بوكس أوفيس موجو (الإنجليزية)
- يوم الدين على موقع قاعدة بيانات الفيلم (الإنجليزية)
- يوم الدين على موقع ليتربوكسد (الإنجليزية)
- يوم الدين على موقع كينوبويسك (الروسية)